# Мунавваруз Заман
Мунавваруз Заман (2 січня 1950 — 28 липня 1994) — пакистанський хокеїст на траві.
Срібний призер Олімпійських Ігор 1972 року, бронзовий призер 1976 року.
Переможець Азійських ігор 1974, 1978 років.
Чемпіон світу 1971, 1978 років, срібний призер 1975 року.